# Strafford (Misuri)
Strafford es una ciudad ubicada en el condado de Greene en el estado estadounidense de Misuri. En el censo de 2010 tenía una población de 2358 habitantes y una densidad poblacional de 346,3 personas por km².

## Geografía
Strafford se encuentra ubicada en las coordenadas 37°16′11″N 93°7′11″O / 37.26972, -93.11972. Según la Oficina del Censo de los Estados Unidos, Strafford tiene una superficie total de 6.81 km², de la cual 6.81 km² corresponden a tierra firme y (0%) 0 km² es agua.

## Demografía
Según el censo de 2010, había 2358 personas residiendo en Strafford. La densidad de población era de 346,3 hab./km². De los 2358 habitantes, Strafford estaba compuesto por el 95.8% blancos, el 0.51% eran afroamericanos, el 0.81% eran amerindios, el 0.25% eran asiáticos, el 0% eran isleños del Pacífico, el 0.08% eran de otras razas y el 2.54% pertenecían a dos o más razas. Del total de la población el 1.87% eran hispanos o latinos de cualquier raza.